# Ulrich Geislinger
Ulrich Geislinger OFM († 16. Februar 1493) war ein deutscher Ordensgeistlicher, Franziskaner und Weihbischof in Augsburg.
Am 23. März 1474 wurde er zum Titularbischof von Adramyttium und Weihbischof in Augsburg ernannt. Am 3. April 1474 wurde er in Santa Maria dell’Anima in Rom zum Bischof geweiht. Er wurde vermutlich im Augsburger Barfüßlerkloster bestattet.